# Parc national de Lokobe
Le parc national de Lokobe se situe dans la partie Sud-Est de l'île de Nosy Bé, dans le Nord-Ouest de Madagascar, dans la région de DIANA. Créé en 1927 comme réserve naturelle intégrale, dont l'accès aux publics est interdit, elle était uniquement destinée à la préservation de l'état primaire de la forêt et sa faune sauvage et aux recherches scientifiques. En 2013, un mise  à jour de son statut et de sa superficie a eu lieu, le changeant en parc national donnant ainsi le droit de visite aux grands publics selon le décret de création no 2011-500 du 6 septembre 2011. Il est classé catégorie II selon la classification de l'IUCN. Étymologiquement parlant, « Lokobe » signifie « plein de cire ».
Le parc national de Lokobe se situe entre 13° 23’ et 13° 25’ de latitude Sud et 48° 18 et 48° 20 de longitude Est à 0–432 m d'altitude, sur une superficie totale de 862 Ha,.
La gestion du parc national de Lokobe a été accordé à Madagascar National Parcs, une association de droit malgache mandatée par l'État depuis 1991 pour gérer les parcs et réserves naturels de Madagascar. La Fondation pour les aires protégées et la biodiversité de Madagascar quant à elle assure une partie du financement en couvrant le salaire et une partie des coûts de fonctionnement et d'exploitation de l'unité de gestion.

## Géographie

### Climat
Le climat du parc est de type tropical marqué par 2 saisons. La saison chaude et humide entre le mois d'octobre en avril, dont les pluies les plus abondantes sont enregistrée en mois de décembre et janvier. La pluviométrie annuelle moyenne de 2 250 mm. La saison sèche est nettement marquée de juin à août,.
La température varie de 31 °C à 21 °C pour donner une moyenne annuelle de 26 °C.

### Hydrographie
Le réseau hydrographique relativement dense est constitué de dix (10) cours d’eau Antsahavary, Andranomainty, Andranonakomba, Andranotsinomigny, Andranonakarana, Andrevarevabe, Sangambahiany, Andranomanintsy, Andranobe. Parmi ces cours d'eau d'autres sont permanents et d'autres sont periodiques en raison de leurs longueurs et largeurs.
Les plus importants d’entre eux prennent source au Nord et se jettent généralement dans la partie Sud de la réserve en empruntant des vallées encaissées.

### Relief et paysage
L’Ile de Nosy Be et les petites iles qui l'entourent sont des iles volcaniques.
Le parc national de Lokobe est constitué de collines de faibles altitudes ne dépassant pas les 432 mètres qui débouchent brutalement sur la mer dans ses parties Sud et Ouest. Il est situé dans une région de roches éruptives du quaternaire. Le littoral est constitué par des amas rocheux chaotiques apparents uniquement à marée basse.

## Biodiversité

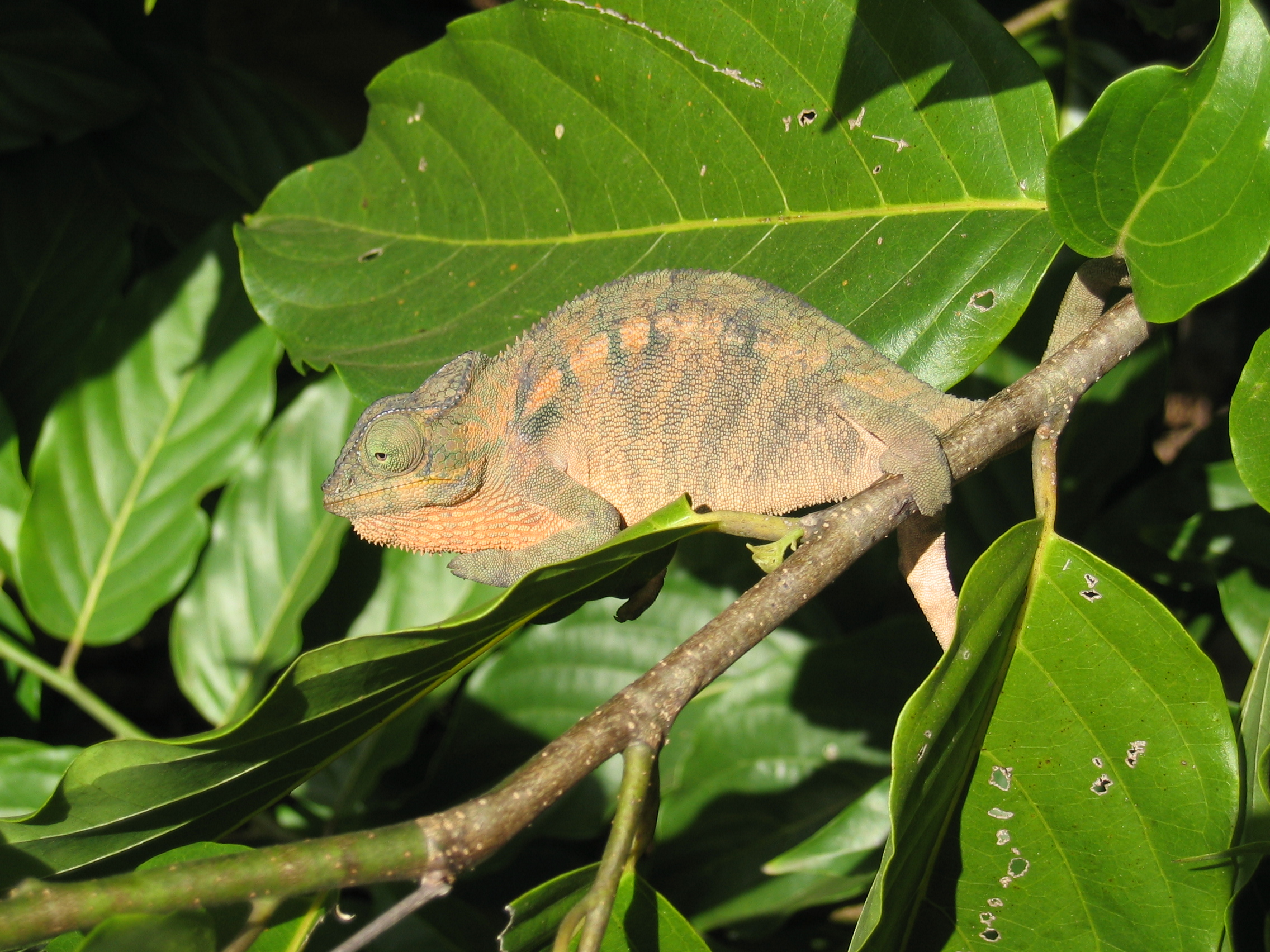
Furcifer oustaleti

### Faune
On y trouve notamment des lémuriens, le Lémur noir (Eulemur macaco), Lépilémur à dos gris (L. dorsalis), le Tsitsy (Microcebus) et le crapaud Mantella betsileo.

### Flore
La végétation du parc national de Lokobe est typique de la région de Sambirano renfermant une forêt primaire, la seule restante sur l'ile de Nosy-Be. Le parc possède une espèce endémique de palmier Dypsis ampasindavae (kindro) de la famille d’Arecaceae. Il est caractérisé par la dominance de Dyospiros clusiifolia, Grangeria porosa, Canarium madagascariense et Parkia madagascariensis dans la forêt sur pente et de Uapaca louveli dans la forêt sur crète.
Le tableau ci-après représente les espèces de plantes cibles de conservation les plus observées.
| Nom Usuel     | Nom Scientifique         | Description particularité                                                                      | Lieu d'observation                       |
| ------------- | ------------------------ | ---------------------------------------------------------------------------------------------- | ---------------------------------------- |
| Tontôrogno    | Gluta tourtour           | Bois d’œuvre utilisé pour les sculptures, de la même famille que le manguier                   | Antsaravy                                |
| Kindro        | Dypsis ampasindavae      | Palmier très rare                                                                              | Ampasindava                              |
| Kindro        | Dypsis nossibensis       | Palmier très rare                                                                              | Ampasindava Antsaharavy Bemangaoko       |
| Ramy          | Canarium madagascariense | Arbre à résine, arômatique                                                                     | Partie littorale Ampasindava - Antsaravy |
| Agnabovahatra | Uapaca ambanjensis       | Arbre muni de racines aériennes sous forme d’échasse Floraison décembre et fructification mars | Sur les crêtes à partir de 200 m         |
| Rambo         | Pandanus sp.             |                                                                                                | Ampasindava                              |

## Historique
La mise en valeur de la forêt primaire du Sambirano dans le parc national de Lokobe remontait à l'époque de la royauté Malgache. La reine Soanaomby a initié la préservation de la forêt de Lokobe et à sa mort, le roi Andriamaitso fut enterré à Andranotsinominy, du côté sud-ouest de Lokobe, donnant de ce fait un caractère sacré et tabou à la forêt : Ala fady première connotation d’aires protégées pendant les périodes de royauté.
- Bien avant l’indépendance de Madagascar, la forêt de Lokobe a fait l’objet d’une attention particulière de la part de l’administration coloniale qui lui a décerné dès 1913 le statut de réserve. Quatorze (14) ans plus tard, plus précisément le 31 décembre 1927, Lokobe est devenu une Réserve Naturelle Intégrale à part entière et l’administration malgache a parachevé la protection totale de la faune et de la flore de ce territoire en complétant le statut par le décret no 66 – 242 – du 01 juin 1966.
- L’État malgache, à travers son service forestier, la DEF « Direction des Eaux et Forêts », en plus des deux stations forestières d’Ambatoloaka complètement décimée de nos jours et celle de Nosy Komba, s’est chargé de la gestion de Lokobe jusqu’en 1995, date à laquelle l’ANGAP a installé sa première unité de gestion en régie directe de la province d’Antsiranana. Lokobe figure parmi les chefferies de réserve en régie directe ayant opéré durant les deux premières phases du programme environnemental.

## Population
La communauté qui habite aux alentours du parc est dominée par les ethnies Sakalava et Antakarana.